# Eduard Flaquer i Vázquez
Eduard Flaquer i Vázquez (Barcelona, 4 de setembre de 1894 - Zumaia, 18 d'agost de 1951) fou un tennista català de la dècada de 1920.

## Torneigs de Grand Slam

### Dobles masculins: 1 (0−1)
| Resultat  | Núm. | Any  | Campionat | Parella         | Oponents                       | Marcador           |
| --------- | ---- | ---- | --------- | --------------- | ------------------------------ | ------------------ |
| Finalista | 1.   | 1923 | Wimbledon | Manuel de Gomar | Leslie Godfree Randolph Lycett | 3−6, 4−6, 6−3, 3−6 |

## Trajectòria
Va ser futbolista del FC Internacional entre 1918 i 1920, jugant de defensa. Pel que fa al tennis, pel que fa a clubs, formà part del CT Turó de Barcelona. Fou un dels primers tennistes espanyols que passà al professionalisme. Fou campió d'Espanya individual en tres ocasions, els anys 1923, 1924 i 1927, i de Catalunya en deu més. Va disputar la final de dobles del torneig de Wimbledon de 1923 amb Manuel de Gomar i arribà a quarts de final a Roland Garros. Participà en els Jocs Olímpics d'Anvers (1920) i de París (1924) en individual i dobles (amb Ricardo Saprissa i Lilí Álvarez com a parelles). També formà part del primer equip espanyol de Copa Davis de la història.